# Middengolfzender Lopik
De middengolfzender Lopik was een zender voor radio-uitzendingen op de middengolf ten noorden van Lopikerkapel op de grens van de gemeenten Lopik en IJsselstein.

## Geschiedenis
De bouw van het zendstation begon in 1938 en was gereed in 1941. Het was de bedoeling dat 'Lopik' de uitzendingen van Hilversum 1 en Hilversum 2 over zou nemen van de toenmalige midden- en langegolf-zenders in Hilversum en Kootwijk, maar na het uitbreken van de Tweede Wereldoorlog en het opheffen van de omroepverenigingen werden de twee zenders door de Duitse bezetter gebruikt voor het uitzenden van Wehrmacht-programma's. Pas in 1947 kon het normale bedrijf hervat worden op de oorspronkelijk geplande frequenties 722 en 995 kHz met een vermogen van 120 kW.
Op 15 maart 1950 werden de frequenties van Hilversum 1 en 2 als gevolg van de afspraken, gemaakt op de Planningsconferentie Kopenhagen 1948, gewijzigd in respectievelijk 746 kHz en 1007 kHz. Op 28 december 1975 wisselden Hilversum 1 en 2 van frequentie, waardoor Hilversum 2 (dat door de komst van Hilversum 4 overdag niet meer simultaan via het FM-zendernet werd uitgezonden) de 746 kHz frequentie kreeg die een iets betere dekking had. Desalniettemin was de dekking van 'Lopik' onvoldoende om een goede ontvangst in het noordoosten, oosten en zuidoosten van het land te garanderen en daarom werd sinds de jaren vijftig al gebruikgemaakt van steunzenders te Hoogezand, Hengelo (Overijssel) en Hulsberg (Zendmast Emmaberg). Omdat met deze (kleine) steunzenders ook geen volledige dekking kon worden bereikt werd in de jaren zeventig besloten tot de bouw van de middengolfzender Flevoland. Per 23 november 1978 werden de frequenties nog wel met 1 kHz verhoogd naar 1008 en 747 kHz conform de afspraken die in 1975 waren gemaakt op de planningsconferentie te Genève. 
In 1970 werden de uitzendingen van Hilversum 3 verplaatst van de iets zuidelijker gelegen middengolfzender Jaarsveld naar Lopik, eerst nog op 1250 en vanaf 1975 op 674 kHz (1978: 675 kHz). In 1980 werd voor Hilversum 1 en 2 (in 1985 hernoemd naar respectievelijk Radio 2 en 1) de middengolfzender Flevoland in gebruik genomen. De twee 120 kW-zenders te Lopik werden daarna omgebouwd voor het uitzenden van Hilversum 3 (vanaf 1985 Radio 3) op 675 kHz, waardoor dit programma een betere dekking kreeg (de oude Hilversum 3-zender had een vermogen van slechts 20 kW). 
Hilversum 3 (vanaf 1 december 1985 Radio 3) bleef uitzenden op 675 kHz tot 1 februari 1993. In 1994 werd de frequentie gegund aan Radio 10 Gold. In het kader van de Zerobase-herverdeling werden de AM-frequenties in 2003 opnieuw verdeeld, waarbij de 675 kHz terechtkwam bij Arrow Classic Rock. Dit duurde tot 2008.
De laatste gebruiker van 'Lopik 675 kHz' was Radio Maria Nederland, uitzendend van 1 februari 2008 tot 1 september 2015. Op die datum werd de laatste Lopik-zender uitgeschakeld, tegelijk met de 747 kHz zender in Flevoland die het programma NPO Radio 5 Nostalgia uitzond. Hiermee kwam dan na 75 jaar een einde aan de middengolfuitzendingen vanuit Lopik.

## Constructie en levensloop zendmasten
Als antenne werd een 196 meter hoge zendmast gebruikt, een stalen raamwerkmast met tuien, gebouwd in 1938 en geïsoleerd van de aarde. Dit is de zuidelijke zendmast. Een tweede, noordoostelijk gelegen, zendmast van 80 meter hoog, op het grondgebied van de gemeente IJsselstein, was reserve voor 747 kHz (en voorheen ook 1008 kHz) in Flevoland.
Oorspronkelijk stonden er drie zendmasten, bestaande uit stalen raamwerkconstructies. Op 21 augustus 2004 werd de noordwestelijke mast van 165 meter neergehaald; deze was voor het laatst gebruikt voor uitzendingen op 1332 kHz.
Dit middengolfzendstation is niet hetzelfde als de Gerbrandytoren; dat is een FM- en tv-zender, ongeveer een kilometer naar het noordoosten in de gemeente IJsselstein.
In recente jaren is er bij inwoners van de nabijgelegen IJsselsteinse wijk Zenderpark zorg ontstaan over de vermeende schadelijke gevolgen van de straling van de zenders. Bij de aanleg van de wijk ging de exploitant ervan uit dat de zenders zouden verdwijnen, maar dat is toen niet gebeurd.
Het zendstation is sinds 1 september 2015 niet meer in gebruik voor uitzendingen en is ontmanteld. Op vrijdag 4 september 2015 zijn de resterende masten van 196 en 80 meter hoog opgeblazen.